# Adrien Vergely
Adrien Vergely, né le 14 septembre 1996 à Saint-Affrique, est un joueur de handball français évoluant au poste de pivot au Chambéry Savoie Mont Blanc Handball.

## Biographie
Adrien Vergely a été formé à Nantes, où il n'a pas décroché de contrat professionnel malgré quelques matches officiels avec l'équipe première. Il a commencé sa carrière à Billère, jouant avec son frère aîné Jérémy en Proligue. Il rejoint ensuite Valence puis Aix-en-Provence à l'échelon supérieur. Il s'engage avec Chambéry en 2024.